# Rezeptionsglocke

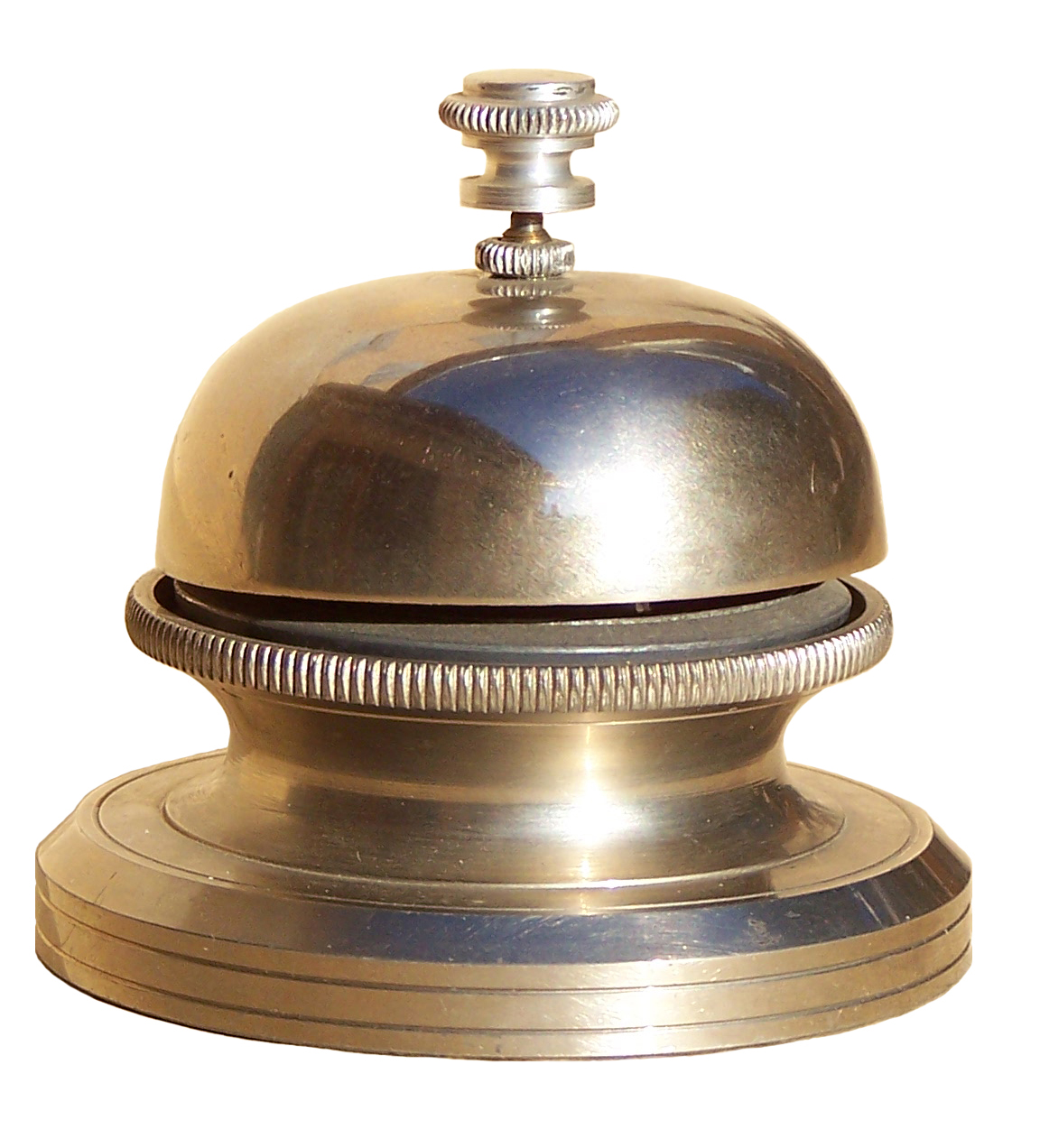
Durch Drücken zu betätigende Glocke

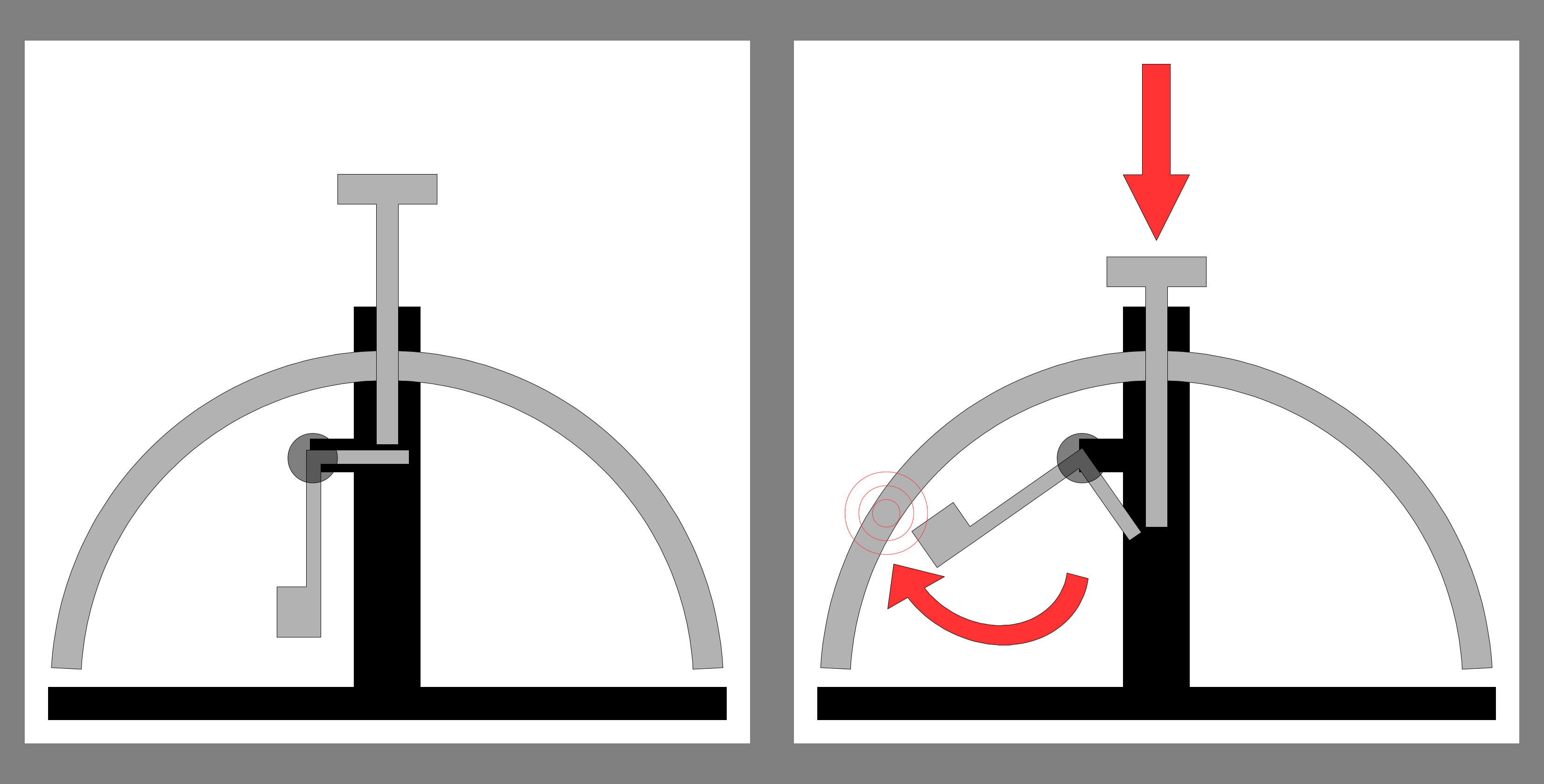
Funktionsweise einer durch Drücken zu betätigenden Rezeptionsglocke

Eine Rezeptionsglocke, auch Tischglocke, ist eine kleine Glocke zum Herbeirufen des Personals an Hotelrezeptionen, eher selten auch Arztpraxen, Ladengeschäften und Handwerksbetrieben. 
Durch Drücken oder Drehen der Glocke wird ein Klöppel im Innern bewegt, der gegen das Gehäuse schlägt und so den Glockenton hervorbringt.